# Liogenys gebieni
Liogenys gebieni är en skalbaggsart som beskrevs av Moser 1921. Liogenys gebieni ingår i släktet Liogenys och familjen Melolonthidae. Inga underarter finns listade i Catalogue of Life.